# Wings of the Morning (film 1919)
Wings of the Morning è un film muto del 1919 diretto da J. Gordon Edwards.
La sceneggiatura si basa su Wings of the Morning di Louis Tracy pubblicato a New York nel 1903.

## Trama
A Singapore, nella guarnigione britannica, il capitano Robert Anstruther scopre la possibilità di una relazione tra Lady Costabel, la moglie del suo colonnello, e Lord Ventnor. Mentre il colonnello è assente, il servo di Ventnor uccide l'attendente di Anstruther che stava cercando le prove della relazione. Al ritorno del colonnello, nel boudoir della moglie viene ritrovato il berretto di Ventnor il quale, però, convince Lady Costabel a dichiarare che è stata importunata da Anstruther. Robert, per non rovinare la reputazione della donna, rimane in silenzio e, di conseguenza, viene destituito.
Sotto falso nome, si imbarca come marinaio su una nave. Durante il viaggio, la nave affonda e lui si salva su un'isola deserta insieme a Iris Deane, la figlia dell'armatore. Soli, i due si innamorano. Vengono soccorsi da una squadra inviata da Deane e capitanata da Ventnor, che ora corteggia Iris. Ventnor, per liberarsi di Robert, lo denuncia ma a Singapore Lady Costabel, tradita da Ventnor, racconta al marito come siano andati in realtà i fatti, scagionando completamente Robert. Reintegrato nel suo grado, Robert sposa Iris, con la quale passa la luna di miele nella loro isola deserta.

## Produzione
Il film fu prodotto dalla Fox Film Corporation.

## Distribuzione
Distribuito dalla Fox Film Corporation, il film uscì nelle sale cinematografiche USA il 24 novembre 1919.